# De forenede Bagermestres Rugbrødsfabrik
De forenede Bagermestres Rugbrødsfabrik var en kooperativ virksomhed stiftet som aktieselskab i 1895. Fabrikken lå i Heimdalsgade 41 på Nørrebro fra 1897 til 1976. Den skal ikke forveksles med Arbejdernes Fællesbageri i den nærliggende Nannasgade, selvom begge virksomheder var kooperativer.
Aktiekapitalen var ved stiftelsen 100.000 kr. og prioritetslånene 135.000 kr. I regnskabsåret 1900 havde selskabet en omsætning på ca. 425.000 kr. og aktionærerne fik 7 procent i udbytte, og samtidig fordeltes omtrent 5.000 kr. som bonus til interessenterne.
Fabrikken blev sammen med naboen Schiønning & Arvé nedrevet, hvorefter AAB opførte boliger på grunden. Boligerne stod færdige i 1984.
55°42′10.12″N 12°32′42.36″Ø / 55.7028111°N 12.5451000°Ø